# 克鲁梅瑟
克鲁梅瑟（德語：Krummesse）是德国石勒苏益格－荷尔斯泰因州的一个市镇。总面积3.35平方公里，总人口1502人，其中男性718人，女性784人（2011年12月31日），人口密度448人/平方公里。